# Reinildo Mandava
Reinildo Isnard Mandava (sinh ngày 21 tháng 1 năm 1994) là một cầu thủ bóng đá người Mozambique thi đấu cho câu lạc bộ Tây Ban Nha Atlético Madrid ở vị trí hậu vệ và đội tuyển bóng đá quốc gia Mozambique.

## Sự nghiệp
Mandava khởi đầu sự nghiệp cùng với Ferroviário da Beira. Anh ký hợp đồng với câu lạc bộ Bồ Đào Nha Benfica B vào tháng 12 năm 2015.
Anh ra mắt quốc tế cho Mozambique năm 2014.